# Everyday Life
Everyday Life – ósmy album studyjny brytyjskiej grupy Coldplay, wydany 22 listopada 2019.

## Nagrywanie i stylistyka albumu
Większość piosenek zostało nagrywanych od 2018 do 2019 roku, a niektóre pochodzą z okresu nagrywania (oraz promocji) albumu Viva la Vida or Death and All His Friends, które odbywały się od 2007 do 2009 roku. Album jest bardzo zróżnicowany stylistycznie: rozpoczyna się on sentymentalnym, smyczkowym utworem instrumentalnym „Sunrise”, reszta kompozycji jest zwykle mieszanką rocka alternatywnego, indie popu, pop rocka, dream popu oraz indie rocka. Pojawiają się także cztery utwory akustyczne („WOTW/POTP”, „Guns”, „Ékó” oraz „Old Friends”), kilka ballad („Church”, „Daddy”, „When I Need a Friend”, „Ékó”, „Old Friends” oraz utwór tytułowy), ale zespół nie zapomniał też o nagraniu kilku utworów nawiązujących stylistycznie do ich utworów z pierwszych lat twórczości (jak np. „Champion of the World”, „Trouble in Town”, czy „Arabesque”).

## Wydanie
Album ukazał się 22 listopada 2019. W nagraniu wzięli udział, m.in.: Davide Rossi, Jacob Collier, Mikkel Eriksen, Tor Erik Hermansen, Amjad Sabri, John Metcalfe, Norah Shaqur, Drew Goddard, Tiwa Savage, Harcourt Whyte, Marianna Champion.

## Lista utworów
Album zawierał następujące utwory:
1. „Sunrise” – 2:30
2. „Church” – 3:49
3. „Trouble in Town” – 4:38
4. „Broken” – 2:30
5. „Daddy” – 4:58
6. „WOTW / POTP” – 1:16
7. „Arabesque” – 5:39
8. „When I Need a Friend” – 2:34
9. „G” – 0:03
10. „O” – 0:03
11. „D” – 0:04
12. „=” – 0:04
13. „L” – 0:04
14. „O” – 0:09
15. „V” – 0:03
16. „E” – 0:03
17. „Guns” – 1:54
18. „Orphans” – 3:17
19. „Èkó” – 2:37
20. „Cry Cry Cry” – 2:47
21. „Old Friends” – 2:26
22. „بنی آدم”
23. „Champion of the World” – 4:17
24. „Everyday Life” – 4:18

## Certyfikaty i sprzedaż
| Kraj                   | Certyfikat      | Sprzedaż |
| ---------------------- | --------------- | -------- |
| Francja (SNEP)         | platynowa płyta | 100 000+ |
| Hiszpania (Promusicae) | złota płyta     | 20 000+  |
| Holandia (NVPI)        | złota płyta     | 20 000+  |
| Nowa Zelandia (RMNZ)   | platynowa płyta | 7 500+   |
| Polska (ZPAV)          | złota płyta     | 10 000+  |
| Wielka Brytania (BPI)  | złota płyta     | 100 000+ |
| Włochy (FIMI)          | platynowa płyta | 50 000+  |